# Давердис
Даверди́с (фр. Daverdisse, валлон. Dåvdisse) — коммуна в Валлонии, расположенная в провинции Люксембург, округ Нёфшато. Принадлежит Французскому языковому сообществу Бельгии. На площади 56,40 км² проживают 1353 человека (плотность населения — 24 чел./км²), из которых 48,71 % — мужчины и 51,29 % — женщины. Средний годовой доход на душу населения в 2003 году составлял 10 132 евро.
Почтовый код: 6929. Телефонный код: 061.